# Plumelin
Plumelin è un comune francese di 2 484 abitanti situato nel dipartimento del Morbihan nella regione della Bretagna.

## Storia

### Simboli
Lo stemma del comune di Plumelin è stato adottato il 21 novembre 1997.
La sua composizione riunisce i blasoni di due importanti famiglie del paese:
i de Langle (d'azzurro, alla croce di Sant'Andrea d'oro, accantonata da quattro plinti dello stesso), proprietari di diverse signorie nel territorio di Plumelin, e i Gibon (di rosso, a tre covoni di grano d'oro). La moscatura d'armellino è simbolo della Bretagna.

## Società

### Evoluzione demografica
Abitanti censiti